# Leone Lambertenghi
Leone Lambertenghi (seconda metà del XIII secolo – Como, 10 luglio 1325) è stato un vescovo cattolico italiano, vescovo di Como dal 1295 sino alla sua morte nel 1325.

## Biografia
Era membro di una famiglia dell'aristocrazia comasca, ebbe almeno un fratello di nome Corrado, il quale risulta essere nel 1317 canonico della cattedrale lariana.
Entrato nell'ordine dei frati minori si formò presso il convento di San Francesco in Como.
Il 24 aprile 1294 l'elezione tenutasi per indicare il successore di Giovanni degli Avvocati alla cattedra vescovile diede esito incerto: vennero eletti contemporaneamente Leone e il canonico della cattedrale Avvocato degli Avvocati. L'anno successivo la scomoda situazione si risolse a favore di Leone, grazie alla consacrazione che ricevette da Bonifacio VIII. Una volta confermato nella posizione di vescovo, Leone si impegnò nell'amministrazione ordinaria della diocesi comasca: nel 1296, per esempio, grazie all'arbitrato di Amatore del Pero, il Lambertenghi risolse la controversia tra il ministro dell'ospedale cittadino e la casa degli Umiliati e delle Umiliate di San Vitale, ma importante fu anche il suo sostegno alla fondazione di luoghi pii. Ricevette nel 1296 la concessione dell'Isola Comacina da parte di Adolfo di Nassau.
La famiglia Lambertenghi non era stata estranea al conflitto fazionario interno alla città: dopo la morte di Lotario Rusconi nel 1291, essi si erano schierati al fianco di Giovanni da Lucino ed erano rimasti padroni della città insieme al predetto e al vescovo Giovanni dopo l'allontanamento di Pietro e Corrado Rusconi (figli di Lotario). Nel 1302 i Lambertenghi, grazie all'influenza di Leone, divennero protagonisti della lotta politica di Como: infatti risale a quell'anno la nascita, per accordi tra il vescovo e Giovanni e Filippo da Lucino, della fazione dei Lambertenghi di ispirazione filo viscontea. La nuova parte, sotto l'influenza di Matteo Visconti che disprezzava sia Corrado Rusconi che i Vitani, venne a scontrarsi con i Rusconi che al tempo signoreggiavano su Como. Prevalsero i Lambertenghi e nel conflitto rimase ucciso Corrado Rusconi, la figura più eminente della sua fazione. Nel 1303 però, richiamati i Vitani dal popolo comasco, il vescovo e i suoi partigiani furono scacciati dalla città. L'anno seguente Leone fece un tentativo armato di rimpatriare affiancandosi a Matteo Visconti, all'epoca lontano da Milano (sotto il controllo guelfo dei Torriani), e a Franchino Rusconi allontanato da Como anch'egli a causa del ritorno dei Vitani. L'assedio alle mura cittadine fallì e ciò costrinse il vescovo ad un lungo esilio.
Negli anni lontano dalla sua sede episcopale, Leone non fece mancare l'impegno verso la vita religiosa lariana: esempio della sua attenzione può essere il caso del monastero delle agostiniane che fu fondato nel 1306. Durante l'esilio rivestì anche l'incarico di legato papale per Clemente V: fu lui insieme all'arcivescovo di Milano Cassono della Torre a difendere i diritti papali su Ferrara contro l'occupazione veneziana del 1309. Tra il 1309 e il 1310 risalgono i primi contatti tra Leone ed Enrico VII; il vescovo, infatti, sperando in un suo intervento nelle questioni italiane, inviò presso di lui in Germania dei propri legati. L'incontro tra i due avvenne in occasione dell'incoronazione di Enrico a Milano (il 6 gennaio 1311) e da ciò scaturì la concessione che quest'ultimo fece a Leone: confermandogli tutte quelle fatte dai precedenti imperatori ai vescovi di Como. Infine, grazie al favore di Enrico VII, il presule poté rientrare in città.
Nel 1317 fu chiamato da Giovanni XXII come legato a difesa della sede apostolica contro Matteo Visconti. Ritornato nuovamente ai suoi fedeli Leone proseguì l'opera di rinnovamento delle strutture ecclesiastiche del comasco: in particolare si può ricordare nel 1318 l'allestimento del chiostro per il convento di San Francesco che era stato la sua casa negli anni della formazione. Il rinnovamento e il governo di queste strutture si legò all'espansione dell'influenza della famiglia Lambertenghi: Leone infatti si servì spesso di suoi congiunti per la direzione di monasteri e altre realtà ecclesiastiche. I suoi stessi parenti presero delle iniziative di propria volontà: Corrado Lambertenghi, fratello del vescovo, fondò nel 1323 l'ospedale di San Pantaleone. La maggior parte degli interventi promossi da Leone e dai suoi parenti furono effettuati all'interno del borgo di Vico luogo di origine della famiglia. La concentrazione di luoghi pii presso Vico, dunque sotto l'influenza del parentado, permise di accrescere il prestigio dei Lambertenghi all'interno della città e successivamente di allargarlo anche nelle pievi circostanti.
Un altro aspetto della vita religiosa comasca per il quale Leone si profuse fu quello del ricordo dei santi lariani le cui spoglie erano custodite nella città. Particolarmente significativa in proposito fu la traslazione in cattedrale dei corpi dei santi martiri Giacinto e Proto, spettacolarizzata con una grande processione che coinvolse tutti i cittadini e vide la partecipazione di due vescovi invitati da Leone.
Morì il 10 luglio 1325 e venne sepolto nella chiesa del convento di San Francesco da lui appena ristrutturato.